# Procryptocerus spinosus
Procryptocerus spinosus är en myrart som först beskrevs av Smith 1859.  Procryptocerus spinosus ingår i släktet Procryptocerus och familjen myror. Inga underarter finns listade i Catalogue of Life.